# أسامة ناشد
أسامة ناشد (23 ديسمبر 1962 -) هو فنان تشكيلي مصري.

## حياته ونشأته
أسامة وجية ناشد عبد السيد ولد في محافظة الشرقية 23 ديسمبر 1962، بكالوريوس كلية الفنون الجميلة قسم جرافيك ( شعبة تصميمات مطبوعة ) 1986.

## مسيرته
- مصمم دعاية واعلان .
- مصمم ديكورات حفلات في مصر والامارات العربية المتحدة ( أبو ظبى ) منذ عام 1991 حتى 1993 .[5]
- مدرس للفن في مدارس خاصة 1997 .[6]
- عضو فنى بإدارة المعاينات بقطاع الفنون التشكيلية منذ 1994حتى الآن.[7]
- -الأشراف والتنسيق العام على معارض الفن التشكيلي بنادي هليوبوليس .[8]
- عضو بلجنة الجرافيك بنقابة الفنون التشكيلية . -[9]
- عضو مجلس إدارة أثيليه القاهرة مقرر المعارض 2007 ، 2008 . - قوميسير صالون أثيليه القاهرة لعامي 2007 / 2008 .[10]

## جوائز
- الجائزة الأولى لتصميم البوستر العام لترينالى مصر الثالث لفن الجرافيك 1997 .[11]
- جائزة تصميم بوستر بمناسبة مرور خمسون عاماً على انشاء الامم المتحدة 1996 . [12]
- جائزة تصميم بوستر بمناسبة العلاقات المصرية - الفرنسية 1998 . [13]
- جائزة تكريم صالون الشباب العاشر 1998. [14]
- شهادة تكريم بمعرض المكرمين بمتحف الفنون الجميلة بالإسكندرية 1999 . [15]
- شهادة تكريم من نادى الصيد للمشاركة بمعارض نادى الصيد منذ عام 1999 .
- شهادة تقدير من نادى هليوبوليس للمشاركة بمعارض النادى منذ عام 1999 . [16]
- شهادة تكريم من نقابة الفنانين التشكيليين للمشاركة في معرض الإنتفاضة الفلسطينية 2003 . [17]
- ميدالية معرض الفنون التشكيلية الموازى للدورة الرياضية العربية ( تنويعات ) 2007 .[18]